# Aplicació distribuïda
La computació distribuïda és un nou model informàtic que permet fer grans càlculs utilitzant milers d'ordinadors de voluntaris i així estalviant els costos d'un superordinador. Aquest sistema es basa a repartir la informació a través d'Internet mitjançant un programari, prèviament descarregat per l'usuari, a diferents ordinadors, que van resolent els càlculs i un cop en tenen el resultat l'envien al servidor.
Aquests projectes, quasi sempre solidaris, reparteixen la informació a processar entre els milers d'ordinadors voluntaris per poder assolir quotes de processament a vegades més gran que les de superordinadors.

## Funcionament
Tot comença quan l'usuari es descarrega un programa informàtic des d'una plana d'algun projecte de computació distribuïda, el programa acostuma a funcionar com a estalvi de pantalla o a funcionar només quan no hi ha activitat al PC.
El programa es connecta amb el servidor i d'allà en baixa un conjunt de dades o càlculs que haurà de resoldre i que un cop resolts els enviarà de nou al servidor per afegir aquella informació que ha aportat altra gent.

## Objectiu
La computació distribuïda ha estat dissenyada per resoldre problemes massa grans per a qualsevol supercomputadora i mainframe, mentre es manté la flexibilitat de treballar en múltiples problemes més petits. Per tant, la computació en grid és naturalment un entorn multiusuari; per això, les tècniques d'autorització segura són essencials abans de permetre que els recursos informàtics siguin controlats per usuaris remots.
La història de la computació pot remuntar-se a cents d'anys enrere, quan es creaven màquines per ajudar en tasques de càlculs -com l'àbac. La primera calculadora mecànica va ser creada el 1623 per Wilhelm Schickard, i Charles Babbage va dissenyar la màquina diferencial en l'època victoriana. Eren màquines que es limitaven a executar una sola tasca, o a tot estirar, algun subconjunt de totes les possibles tasques.
Les computadores noves i poderoses van començar a ser desenvolupades durant la dècada del 40, que és també quan va començar a fer-se evident que les computadores podien usar-se per a molt més que simples càlculs matemàtics.

## Projectes
Vegeu Llista de projectes de computació distribuïda.
La majoria de projectes són per a fins benèfics i sense ànim de lucre: SETI@home, el projecte amb més seguiment tracta de trobar senyals de vida extraterrestre intel·ligent; Folding@home estudia el plegament de proteïnes per trobar cura a malalties com el càncer o l'alzheimer, ClimatePrediction.net intenta fer una predicció del canvi climàtic.
Una llista dels projectes amb més suport:
| Nom                  | Branca      | Definició                                         | Any d'inici | Lloc                                | Pàgina web                                        | Nombre de col·laboradors |
| -------------------- | ----------- | ------------------------------------------------- | ----------- | ----------------------------------- | ------------------------------------------------- | ------------------------ |
| SETI@home            | Astronomia  | Cerca signes de vida extraterrestre intel·ligent. | 2004        | Universitat de Califòrnia, Berkeley | SETI@home                                         | 850.000                  |
| SETI@home Classic    | Astronomia  | Cerca signes de vida extraterrestre intel·ligent. | 1991        | Universitat de Califòrnia, Berkeley | SETI@home                                         | 650.000                  |
| World Community Grid | Biomedecina | Investigació de malalties                         | 2004        | IBM                                 | World Community Grid                              | 400.000                  |
| Folding@home         | Biomedecina | Investigació del plegament de proteïnes.          | 2000        | Universitat Stanford                | Folding@homeArxivat 2012-09-08 a Wayback Machine. | 200.000                  |
| Einstein@home        | Astronomia  | Cerca ones gravitacionals.                        | 2005        | LIGO                                | Einstein@home                                     | 200.000                  |
| Grid.org             | Biomedecina | ?                                                 | 2002        | United Devices                      | Grid.org Arxivat 2007-03-20 a Wayback Machine.    | 200.000                  |